# Susan Polgár
Susan Polgar (nascida Zsuzsanna Polgár, também conhecida como Zsuzsa Polgár; Budapeste, 19 de abril de 1969) é uma enxadrista húngara que detém o título de Grande Mestre.
Ela é membro-executiva da Federação Estadunidense de Xadrez, tendo sido eleita em 26 de Julho de 2007.
Susan é autora na área de xadrez e promotora-chefe do Instituto Susan Polgar para Excelência no Xadrez, na Texas Tech University.

## Biografia
Em julho de 1984, seu rating, aos 15 anos, a colocava como a melhor enxadrista mulher no mundo. Susan foi a primeira mulher a receber o título de GM numa competição regular. 
Em 1992, foi campeã mundial de xadrez rápido e de xadrez blitz. Ela também foi Campeã Mundial Feminina de Xadrez, de 1996 a 1999.  

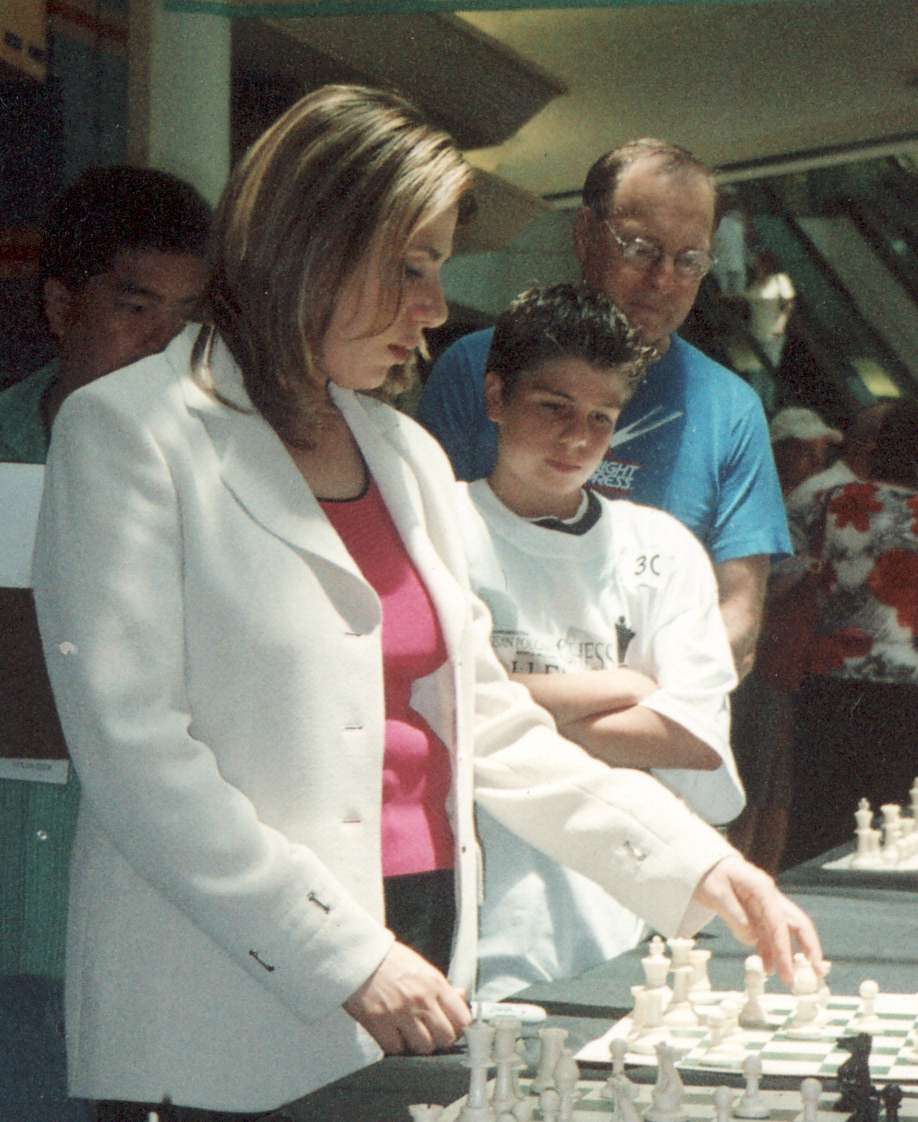
Susan Polgar em uma exibição simultânea de xadrez.

Em outubro de 1999, tinha um rating de 2577, tornando-a a segunda melhor do ranking, atrás apenas de sua irmã Judit Polgar. Parou de competir oficialmente em 2004.

## Publicações
Polgar escreveu vários livros, muitas vezes em conjunto com Paul Truong, seu gerente de negócios e (mais tarde) marido:
- Queen of the Kings Game (como Zsuzsa Polgar; com Jacob Shutzman) (1997) ISBN 0-9657059-7-8
- Teach Yourself Chess in 24 Hours (com Paul Truong) (2003) ISBN 0-02-864408-5
- A World Champion's Guide to Chess (com Paul Truong) (2005) ISBN 0-8129-3653-1
- Breaking Through (com Paul Truong) (2005) ISBN 1-8574-4381-0
- Chess Tactics for Champions (com Paul Truong) (2006) ISBN 0-8129-3671-X
- Rich As A King: How the Wisdom of Chess Can Make You a Grandmaster of Investing (com Douglas Goldstein, CFP®) (2014) ISBN 978-1-63047-097-5
- Learn Chess the Right Way, Book 1 Must Know Checkmates (2016) ISBN 978-1-941270-21-9
- Learn Chess the Right Way, Book 2 Winning Material (2016) ISBN 978-1-941270-45-5
- Learn Chess the Right Way, Book 3 Mastering Defensive Technique (2016) ISBN 978-1-941270-49-3
- Learn Chess the Right Way, Book 4 Sacrifice to Win (2017) ISBN 978-1-941270-65-3
- Learn Chess the Right Way, Book 5 Finding Winning Moves (2017) ISBN 978-1-941270-66-0

Polgar também é jornalista de xadrez, com colunas em Chess Life, Chess Life for Kids, ChessCafe, Chess Horizons, Georgia Chess, Chessville, Empire Chess, School Mates, Europe Echecs e outros. Ela também publica um blog intitulado Chess Daily News com atualizações diárias sobre notícias de xadrez e problemas diários de exercícios de xadrez. Ela lançou uma série de vídeos instrutivos de xadrez.